# Udacity
Udacity è un'organizzazione che offre corsi online aperti (MOOC).

## Origine
È stata creata nel 2011 da Sebastian Thrun, David Stavens e Mike Sokolsky. Secondo Thrun, l'origine del nome Udacity deriva dal desiderio dell'azienda di essere "audaci per voi, per lo studente".

## Corsi
Ogni corso è costituito da diverse unità che costituiscono lezioni video con sottotitoli  e con quiz integrati per aiutare gli studenti a capire i concetti e rafforzare le idee, nonché i compiti di follow-up che promuovono un concetto di "imparare facendo". 
Nei primi mesi di esistenza di Udacity, l'iscrizione per ciascuna classe veniva chiusa alla prima assegnazione di compiti a casa, e conseguentemente i corsi venivano nuovamente offerti. Dal mese di agosto 2012, tutti i corsi sono diventati ad "iscrizione aperta" ovvero gli studenti possono iscriversi a uno o più corsi in qualsiasi istante dal momento che un corso viene lanciato: naturalmente tutte le lezioni e set di esercizi sono disponibili al momento dell'iscrizione e possono, quindi, essere completati al ritmo preferito dello studente.

## Certificazione
Al termine di un corso, gli studenti ricevono un certificato di completamento indicante il loro livello di realizzazione, firmato dagli istruttori e senza alcun costo. 
A partire da 24 agosto 2012, attraverso la partnership con società di test elettronici, gli studenti possono scegliere di sostenere un ulteriore test finale per un costo di 89 dollari: questo per consentire che l'attestato venga riconosciuto anche dai datori di lavoro.